# Rivière des Rochers
Rivière des Rochers är ett vattendrag i Kanada.   Det ligger i provinsen Alberta, i den centrala delen av landet, 2 800 km nordväst om huvudstaden Ottawa.
I omgivningarna runt Rivière des Rochers växer i huvudsak blandskog. Trakten runt Rivière des Rochers är nära nog obefolkad, med mindre än två invånare per kvadratkilometer.